# Parc national de la Salonga

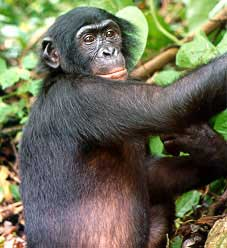
Le bonobo, espèce protégée, génétiquement très proche de l'être humain

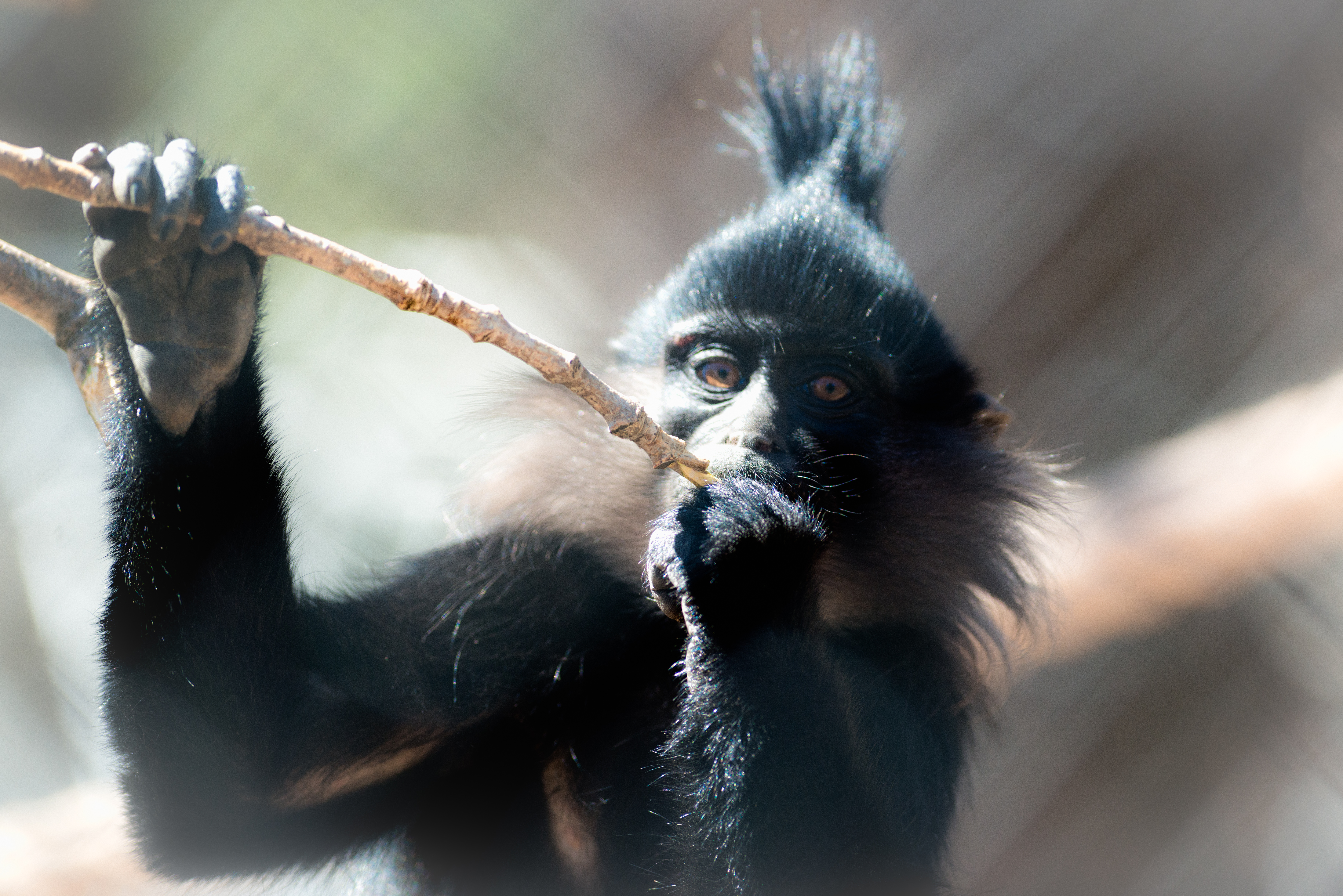
Lophocebus aterrimus, cercopithecidés dit Cercocèbe noir ou Mangabey noir, et plus récemment Lophocèbe noir pour le différencier des vrais cercocèbes du genre Cercocebus

Le parc national de la Salonga est un parc national de la république démocratique du Congo. 
Projeté dès les années 1940 avec l'idée de créer sur une partie de la « cuvette du Congo » une réserve naturelle intégrale pour garder intacte un reliquat de la forêt équatoriale, il a finalement été créé en 1970 sur les provinces du Bandundu, de l'Équateur et du Kasaï-Occidental, principalement pour sauver le Bonobo et l'Éléphant de forêt d'Afrique. Ses 36 000 km2 de superficie en font le plus vaste parc du pays, la plus grande réserve mondiale de forêt tropicale humide en Afrique et le second parc national au monde (après le parc canadien de Wood Buffalo).
Accessible que par voie d'eau, il abrite des espèces endémiques menacées dont le paon du Congo, le chimpanzé nain ou « Bonobo », l'éléphant des forêts (Loxodonta cyclotis) et le gavial africain, aussi connu sous le nom de « faux crocodile ». Depuis 2016, le WWF est partenaire de l'ICCN  (organisme chargé de la conservation des espaces naturels du Congo) pour la gestion du Parc.
En 1984 il est inscrit sur la liste du patrimoine mondial de l'UNESCO. Jusqu'en 1999, il est le seul Parc du pays non-inscrit sur la liste du patrimoine mondial en danger, étant donné sa proximité[réf. nécessaire] avec les zones instables depuis des dizaines d'années de l'est du pays, malgré les combats[réf. nécessaire] qui ont secoué le pays au cours de la deuxième guerre du Congo. Il y est ajouté en 1999 puis retiré en 2021.

## Situation géographique
Le Parc National de la Salonga est situé au sud de l'Équateur, approximativement entre les parallèles 1° et 3° 30' sud et les méridiens 20° et 23° Est. Il est constitué de deux blocs pratiquement intacts de grande forêt ombrophile de plaine, principalement sur terrain marécageux. Ces deux blocs sont séparés par une zone d'environ 40 km de large limitée au nord par la rivière Loile et au sud par la rivière Luilaka. Cette zone est exclue du parc parce qu'elle constitue le seul habitat humain de la zone de Monkoto. C'est là que furent construits les villages des déplacés du parc. 
Plus grand que la Belgique, ce parc couvre quatre provinces, à savoir l'Équateur où il se situe principalement, le Bandundu, le Kasaï-Occidental et la Province Orientale.

## Un parc en deux parties
Pour des raisons historiques, le parc a originellement été subdivisé en six secteurs administratifs (Monkoto, Mondjoku, Washikengo, Yoketelu, Anga et Mundja) et en deux zones disjointes séparées par un corridor 'hors parc' d'environ 40 km de large et couvrant plus de 10 000 km2. Cette bande qui abrite de nombreuses communautés locales est un facteur de morcellement écopaysager. Parfois présentée comme une zone tampon entre les secteurs Nord et Sud du parc, elle a fait l'objet d'études de biosurveillance par un personnel local formé pour cela. 
Ce deux parties (secteurs) sont : 
1. Le secteur nord : situé à une altitude d'environ 300 m à l'ouest, il s'élève vers l'est où il culmine aux environs de 350 m. Il est, en outre, recouvert entièrement par la forêt équatoriale, de terre ferme sur des hydromorphes, autrefois pâturages des éléphants victimes d'une « énorme pression de chasse » mais dont quelques groupes survivaient encore ici au début du XXIe siècle[6]. 
La partie ouest de ce secteur se présente sous forme d'un plateau de très faible relief  où les rivières sont très larges et ont un cours extrêmement sinueux et des rives marécageuses (1 km à 4 km de part et d'autre en certains endroits). À la part est de ce secteur vers la station de Mondjoku, le relief est changeant et le plateau s'élève sensiblement ; les vallées deviennent encaissées et les rivières coulent au pied de falaises, atteignant parfois une hauteur de 80 m. Ce secteur est habité par les Kitawalistes qui font des cultures sur brûlis, couplent le bois pour le feu et la fabrication de pirogues, récoltent du miel. Cela a pour conséquences des feux, de la déforestation pour implantation de cultures vivrières et des coupes de bois pour le chauffage.
2. Le secteur Sud ; plus en altitude (environ 350 m au nord-ouest, il culmine au sud-est à environ 700 m). Il englobe la ligne de crête séparant les bassins versants des rivières Luilaka au nord, Likoro à l'ouest et Lukenie au sud[7]. Ce secteur est habité par les Yaelima qui utilisent aussi la forêt pour leurs besoins (alimentation, chasse, agriculture, feu, construction, pirogues...) ; 30 % environ du secteur-sud abrite des groupes de Pygmées.

## Point chaud de biodiversité, encore mal inventorié
En raison d'un accès rendu difficile par la densité du milieu équatorial humide, mais aussi par la présence de gangs armés qui ont bloqué l'accès de missions scientifiques et de conservation au parc , et en raison des limites posées par la canopée dense à l'imagerie satellitale, les espèces du parc restent mal inventoriées. Mais de 1997 à 2005, 52 espèces de mammifères (dont huit de primates) et 132 espèces de plantes y ont été inventoriées dans 11 sites, confirmant son importance pour la gestion, restauration et protection de la biodiversité en Afrique.

## Gestion

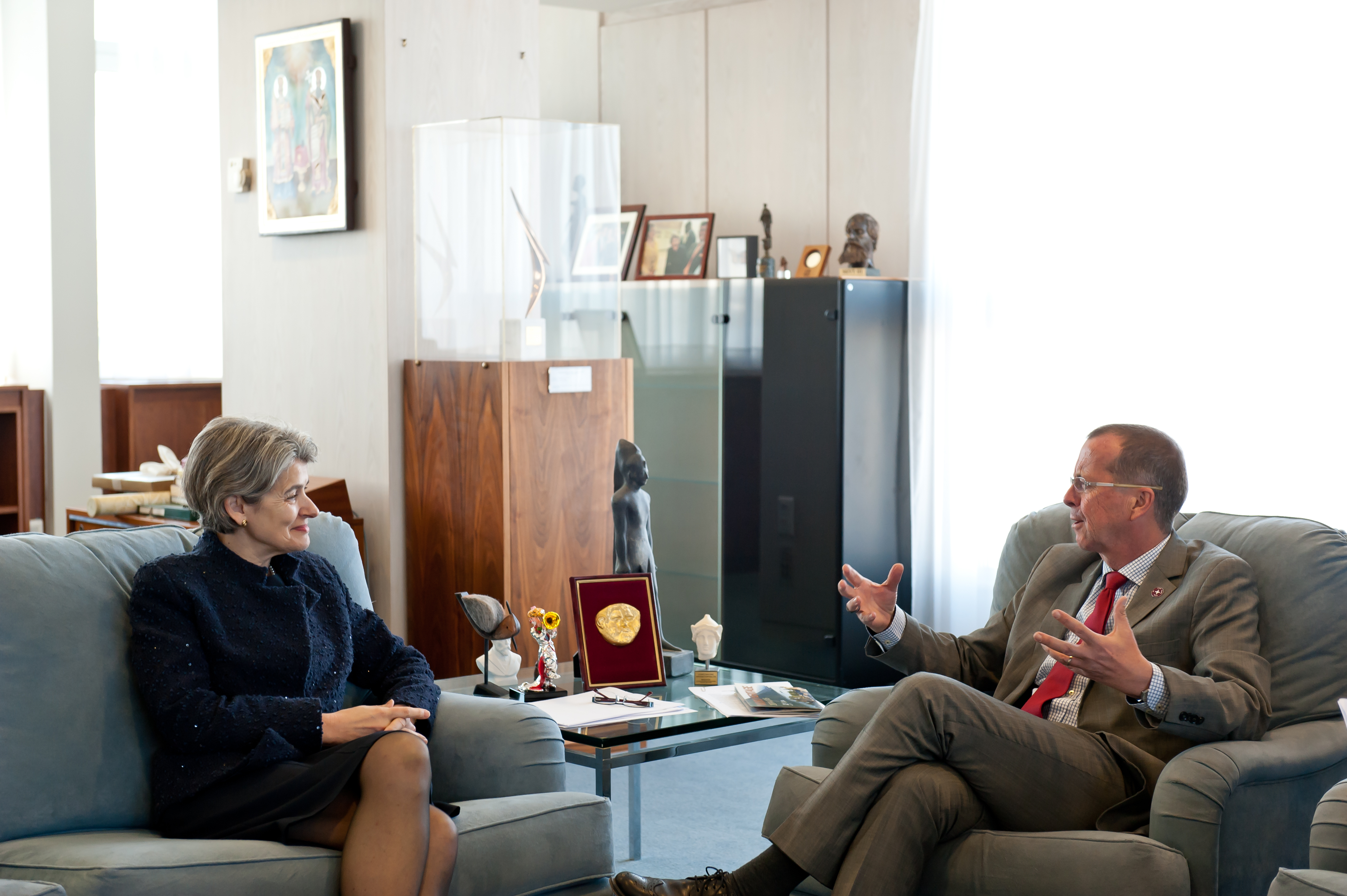
En 2015, Martin Kobler rencontre Irina Bokova (directrice générale de l'UNESCO de 2009 à 2017) à propos de l'engagement conjoint MONUSCO – UNESCO de protéger 5 sites du patrimoine mondial en RDC (parcs nationaux de Salonga, Virunga, Kahuzi-Biega, Garamba et réserve de faune à okapis, 4 mars 2015, Paris).

Elle est cadrée par une ordonnance loi 70-318 du 30/11/1970 et par la loi 69-041 du 28/08/1969, sur la conservation de la nature en RDC. Un « Comité de coordination de site » (COCOSI) réunit une à plusieurs fois par an les partenaires du parc, le chef de site et ses collaborateurs. En 2016, l'ICCN et le WWF ont signé un accord afin que l'ONG cogère le parc avec l'organisme en charge pour la conservation des espaces naturels du Congo.
La gestion vise à protéger l'intégrité écologique et la pérennité des habitats d'espèces forestières-clé comme le Chimpanzé nain dit Bonobo (Pan paniscus) et d'autres singes pour lesquels Salonga (et d'autres parcs nationaux) sont cruciaux, le Paon du Congo (Afropavo congensis), le Bongo (Tragelaphus eurycerus), le Lophocèbe noir (Lophocebus aterrimus), l'Éléphant de forêt d'Afrique. On y trouve aussi encore le léopard (Panthera pardus) et le Gavial africain (« faux crocodile »). La lutte contre la « défaunation » (ici par la chasse et le braconnage essentiellement) est d'autant plus importante que dans les forêts équatoriales et tropicales, ce sont les mammifères et oiseaux qui souvent disséminent les graines, et parfois même qui fécondent certaines plantes. 
Il semble important pour bien gérer le parc d'aussi s'intéresser à la bande de terre qui le coupe en deux. 
L'UNESCO y a recommandé la constitution de corridors biologiques pour défragmenter le parc en reliant les deux secteurs décrits ci-dessous. Il a aussi recommandé de renforcer la sécurité dans le parc, et un premier renforcement a été fait en 2018. L'ONU a aussi recommandé une meilleure intégration à la gestion du Parc des communautés locales habitant le corridor qui sépare les deux secteurs du parc, via une gestion des ressources naturelles plus « participative », la constitution d'un fonds international destiné à la gestion du parc et une augmentation du nombre de gardes (la Belgique a apporté une aide significative, renforcée en 2009, dont par la publication de cartes scientifiques détaillées de sites du patrimoine mondial en RDC, le 26 juin 2009),, insuffisant au regard de leur sécurité (plusieurs ont été assassinés), de l'inaccessibilité et de l'immensité des zones à surveiller.
Dans un contexte d'instabilité politique, de fortes pressions sur les ressources minières et forestières, et de conflits armés dans le bassin du Congo, la gestion des deux secteurs (nord et sud) est à la fois facilitée (l'isolement rend la surexploitation industrielle des ressources en bois plus difficile) et rendue plus complexe par leur isolement et leur taille (la plus grande partie du Parc n'est accessible que par voie d'eau). Le gestionnaire (Institut congolais pour la conservation de la nature ou ICCN) doit notamment tenir compte de la présence des Pygmées, de quelques autres villages intra-parc qui pratiquent une économie de cueillette et chasse, d'un important braconnage, et de revendications sur les terres du parc par « une partie des terres Par la population locale » qui conteste les limites du parc, mais aussi faire face au braconnage qui utilise de nouvelles pratiques (dont armes de guerre employées par les militaires et d'autres braconniers pour se fournir en viande de brousse qui fait l'objet d'un important trafic commercial). 
Le Congo produisait déjà du pétrole (environ 25 000 barils/jour en 2010, dont 15 000 en onshore et 10 000 en offshore). Sous l'égide du ministère des Hydrocarbures congolais, ce pétrole est exploité par le groupe français Perenco, créé et dirigé par Hubert Perrodo et basé à Londres. Perenco-Rep se charge de l'onshore et Lirex (autre filiale du groupe) exploite l'offshore, en partenariat avec la Congolaise des hydrocarbures (COHYDRO, ex-société nationale privatisée en 2010), mais ces gisements sont en voie d'épuisement. Alors que des réserves pétrolières étaient connues à l'intérieur du Parc, en 2007, le gouvernement décide de pré-attribuer son exploitation, via un contrat de partage de la production pétrolière (signé le 21 décembre 2007) entre le gouvernement et la Société nationale des hydrocarbures (SONAHYDROC), associée à la Compagnie Minière du Congo SPRL (COMICO) qui détient les concessions suivantes : « blocs 1 à Mbandaka, 2 à Lokoro et 3 à Busira dans la Cuvette-Centrale », chacun de ces blocs pétroliers chevauchant totalement le Parc National de la Salonga. Le WWF (partenaire officiel de la gestion du Parc) a immédiatement demandé que tout le Parc de la Salonga soit exclu des zones définies par les autorités nationales pour l'exploitation pétrolière. À la suite d'une vague de reproches et d'une pétition « Non au sacrifice des primates pour le pétrole ! » lancée en 2018 par le réseau Sauvons la forêt, l'UNESCO ayant même menacé de retirer la Parc de la liste du patrimoine mondial de l'Unesco, mi-2021, le Gouvernement a finalement interdit l'exploitation, y compris en déclarant la nullité des concessions chevauchant l'aire naturelle protégée. Le Congo a d'ailleurs rejoint l’Initiative pour la transparence des industries extractives ou ITIE. La gestion du patrimoine des minéraux solides a montré de graves défaillances qui n’augurent pas très bien d’une gestion saine des ressources gazières et pétrolières. 

Le Comité du patrimoine mondial de l'Unesco a alors décidé de retirer le Parc de la Liste du patrimoine mondial en péril (où il était inscrit depuis 1999 en raison de pressions sur diverses espèces patrimoniales et menacées, et d'une protection de la nature insuffisante dans les deux zones du parc). Des ONGE comme Sauvons la forêt restent cependant inquiètes et mobilisées dans le pays, car un autre parc (le parc national des Virunga) reste menacé par l'industrie pétrolière et les exactions écologiques (massacres d'animaux, dont hippopotames par exemple).
Situé au cœur du bassin du Congo, le parc national de la Salonga est la plus grande réserve de forêt tropicale humide d'Afrique.

### Le cas particulier du Bonobo
Cette espèce est emblématique pour le Parc, car ce dernier a été créé en 1970 comme réserve naturelle pour les bonobos (et l'Éléphant de forêt Loxodonta africana cyclotis), et parce qu'elle est particulièrement vulnérable (c'est l'un de deux grands singes les plus menacés d'Afrique avec le gorille de montagne (Gorilla beringei) d'Afrique. Ce parc abrite plusieurs « points chauds » de populations de bonobos, découverts par Blake (2005) et Reinartz et al. (2006), et constitue théoriquement la plus grande aire d'habitat de bonobo, officiellement non perturbée et protégée.

Une bonne gestion et le respect des plans d'action de conservation pour les Bonobos impliquent de réaliser des enquêtes régionales de répartition (selon une méthodologie révisée en 2008), et d'abondance des espèces, afin d'identifier les populations prioritaires à protéger et d'adapter les programmes de conservation aux échelles pertinentes, mais une grande partie du parc reste très difficile d'accès. On sait cependant que les Bonobos y sont le plus souvent associés à la forêt mature mixte à sous-étage herbacé (Marantaceae) (36,8 %), devant les boisements à sous-étage ligneux (23,6 %), et la vieille forêt secondaire avec un sous-étage Marantaceae (10,5 %) et les sites de nidification ne se trouvent que dans ces trois types de forêts (parfois dites « forêts de nidification ») ; les nids étaient plus fréquents dans la forêt mixte mature/marantacée.
La densité en nids est positivement corrélée à la taille des parcelles intactes de ces « forêts de nidification », ce qui implique que l'écologie du paysage forestier (via les facteurs taille, forme, état et type des parcelles forestières) influence la densité en Bonobos. Et il est probable qu'une disponibilité plus importante en ressources (alimentaire et de nidification) induit ou permet une taille plus grande du groupe. Les chercheurs ont aussi confirmé dans le parc « une association inverse significative entre la densité des Bonobos et la présence humaine ». 

### Enjeux ichtyologiques
Les connaissances ichtyologiques taxonomiques et distributionnelles, et plus largement la biodiversité des eaux douces sont loin d'être à jour en Afrique équatoriale et tropicale, et plus encore dans la forêt pluvieuse, notamment de ce parc. Mais quelques études y ont cependant montré une extrême richesse ichtyologique (tant en diversité d'espèces qu'en abondance, au Nord comme au Sud du Parc. Ainsi, complétant une étude précédente (Inogwabini, 2005), Monsembula, Iyaba et Stiassny (en 2013) y ont décrit 152 espèces (de 24 familles) dont 9 étant des taxons présumés encore inconnus de la science.
Ces poissons y sont cependant localement menacés par les cultures sur brûlis, par l'utilisation de produits chimiques pour la pêche, et depuis quelques années par l'introduction désastreuse de la pêche à la dynamite. Les ichtyologues plaident pour une action urgente visant à freiner ces activités, au moins à l'intérieur du Parc.
Les poissons les plus communs sont le poisson-chat Claria buthupogon et le synodonte Synodontis nigriventris, mais les habitants du parc ont signalé aux chercheurs 26 autres espèces de poissons plus ou moins fréquemment trouvés lors de leurs actions de pêche.

## Exactions par des gardes du parc, dénoncées par le «rapport Pillay»
Un rapport dit « Rapport  Pillay » (du nom de Navi Pillay, haut commissaire aux droits humains aux Nations unies) a dénoncé des crimes (meurtres, Kidnapping, tortures) et autres abus grave des droits humains (coups et blessures) de la part de gardes de ce parc, parmi des abus constatés dans plusieurs parcs nationaux où WWF est partenaire de la gestion, ceci dans un contexte tendu de restriction des libertés dans le pays. Un autre rapport, du Haut-Commissariat des Nations unies aux droits de l'homme (HCDH) et la Mission de l'Organisation des Nations unies en république démocratique du Congo (MONUSCO), fait état (en 2017) de fortes restrictions par l'État du droit à la liberté de réunion pacifique, accompagnées de « graves violations des droits de l'homme commises par des éléments des services de sécurité et les forces de défense de la République démocratique du Congo » lors de la répression illégale et disproportionnée, encouragée par un déploiement massif des Forces armées aux côtés de la Police lors des manifestations civiles pacifiques organisées de janvier 2017 à janvier 2018 pour notamment contester le report des élections, permettant le maintien au pouvoir du président Joseph Kabila Kabange, alors que son second mandat était terminé.
Le premier rapport, établi par un groupe d'enquêteurs indépendants qui ont travaillé sous l'égide de 3 juristes spécialisés : Navanethem Pillay, le Pr. Knox et la Dr. Kathy Mackinnon, reproche au WWF d'être resté silencieux. 
Le WWF s'est justifié en estimant que les droits humains sont une responsabilité de l'État congolais, ici représenté par l'Institut Congolais pour la Conservation (ICCN) qui est responsable de la direction des gardes du parc. Après la publication du rapport, le WWF a estimé que l'ICCN « devra user de tous les règlements pour établir les responsabilités et sanctionner  les agents et écogardes impliqués dans les violations des droits humains dans le parc national de Salonga ». Le WWF a, dans un communiqué, invité l'ICCN à recourir à des sanctions disciplinaires, à mieux choisir préalablement les critères à leur embauche, à maintenir un contrôle sur tous les écogardes du parc de Salonga et d'autres parcs du pays en vérifiant leurs compétences et conduites professionnelles antérieures et en encourageant une présence féminine de la communauté autochtone dans les effectifs.
Fin 2020, Irène Wabiwa Betoko (chef de projet international pour la forêt du bassin du Congo, pour Greenpeace-Afrique) dénonce le modèle « colonial » de « Forteresse pour la conservation » utilisé dans le parc, et demande au WWF de présenter des excuses aux survivants des abus des droits de l'homme attribués aux écogardes qui étaient en partie financés et équipés par le WWF.